# Brandt (entreprise)
Pour les articles homonymes, voir Brandt.
Brandt est une société française d'électroménager, filiale du Groupe Brandt, appartenant lui-même au conglomérat algérien Cevital.
Elle a été fondée en 1924 par Edgar Brandt au sein des établissements Brandt, à l'origine spécialisés dans la fabrication d'armements légers.
La marque et les entreprises qui fabriquaient les produits Brandt ont été rachetés au groupe espagnol Fagor à la suite de son dépôt de bilan le 6 novembre 2013.

## Histoire
La marque Brandt a fait partie de nombreux groupes aux noms différents :
En 1956, la société des Établissements Brandt fusionne avec l'entreprise Hotchkiss et renomme sa société Hotchkiss-Brandt. Dès cette époque, elle possède une usine qui fabrique des machines à laver (la SGAE de Lyon) et des réfrigérateurs Brandt (SCOMAM à Laval).
En 1966, Hotchkiss-Brandt fusionne avec la Compagnie française Thomson-Houston (CFTH) et prend le nom de Thomson-Houston-Hotchkiss-Brandt, puis Thomson-Brandt.
En 1968, l'activité électronique de Thomson-Brandt est regroupée avec la Compagnie générale de la télégraphie sans fil (CSF) pour donner naissance à Thomson-CSF. Le groupe Thomson-Brandt subsiste avec pour seule activité l'électroménager (marques Brandt et Thomson).
En 1982, Thomson-Brandt et Thomson-CSF sont nationalisées par le gouvernement de Pierre Mauroy, et les deux entreprises sont fusionnées sous le nom de Thomson SA (société anonyme). Au sein de ce nouvel ensemble, les activités électroménager de Thomson-Brandt se retrouvent dans le pôle Thomson Consumer Electronic Company (TCE) en 1987.
En 1992, Thomson acquiert la branche électroménager de De Dietrich puis cède quelques mois plus tard toutes ses activités électroménager à El.Fi SpA, constructeur italien d'appareils électroménager blancs, le numéro 3 italien, sous les marques Ocean, Samet et Sangiorgio. El.Fi est une filiale du groupe italien Elettro Finanziaria S.p.A. Celui-ci regroupe toutes ses marques françaises d'électroménager (De Dietrich, Brandt, Vedette, Thomson, Sauter, Thermor) dans une unique filiale nommée Brandt SA.
En 2000, sous la pression gouvernementale, El.Fi est « invité » à reprendre Moulinex en faillite virtuelle. El.Fi fusionne Brandt avec Moulinex et devient propriétaire à hauteur de 74,3 % du nouvel ensemble nommé Moulinex-Brandt, ayant plus de 20 000 salariés.
Brandt devient la filiale gros électroménager du nouvel ensemble, qui voit s'ajouter à son catalogue la marque Sauter.
El.Fi fait faillite en septembre 2001.
Moulinex et la branche petit électroménager seront reprises en partie par le groupe SEB.
Toute la branche gros électroménager, les marques et les usines en Italie et en France sont reprises par le groupe électroménager israélien Elco.
La filiale française Brandt SA devient Elco-Brandt SA, la branche électroménager du groupe Elco, numéro 1 en France ; l'entité possède alors cinq marques françaises (Brandt, De Dietrich, Thomson, Vedette, Sauter) et trois marques italiennes (Ocean, SAMET (it) et San Giorgio (électroménager) (it)).
En 2005, Elco-Brandt est rachetée par le groupe associatif espagnol Fagor. La nouvelle entité française est rebaptisée Fagor-Brandt et devient sa filiale française.
Le 6 novembre 2013, Fagor-Brandt, qui emploie 1 800 salariés, annonce son dépôt de bilan. Le même jour, mais quelques heures plus tard, les autorités espagnoles annoncent également le dépôt de bilan de l'ensemble du groupe. 
Au mois de décembre 2013, le Journal officiel annonce que le groupe en redressement judiciaire recevra une aide de l'État de dix millions d'euros pour relancer en partie le site d'Orléans.
Le 15 avril 2014, le conglomérat algérien Cevital reprend les activités françaises du groupe Fagor-Brandt.Le groupe Cevital prévoyait de reprendre également les activités espagnoles et polonaises du groupe Fagor, mais l'offre de reprise de l'activité en Espagne n'a pas été retenue par la justice espagnole et l'usine polonaise du groupe Fagor a finalement été reprise par BSH Hausgeräte.
En difficulté au moment de la reprise par Cevital en 2014, Brandt est en meilleure santé depuis 2016 et a réussi le pari de sa relance. Ainsi, alors que le PDG du groupe algérien Issad Rebrab avait promis de conserver 1 225 employés sur les 1 760 qui y travaillaient avant le rachat, il y en avait 1 200 qui officiaient encore dans l'entreprise.

## Brandt aujourd'hui
La marque Brandt couvre une gamme très large d'appareils électroménagers : lave-vaisselle, lave-linge, sèche-linge, réfrigérateurs, congélateurs, caves à vin, cuisinières, fours, hottes, fours à micro-ondes, et s'est également diversifiée dans le petit électroménager, avec des bouilloires, grille-pain, centrifugeuses…

### Marques
- Brandt[14].
- Sauter[15].
- Vedette[16].
- De Dietrich[17].

### Sites de production
Actuellement la production de gros-électroménager est réalisée essentiellement dans trois usines :
- deux en France :
  - Orléans, pour les cuisinières, fours, tables vitrocéramique et induction,
  - Vendôme, pour les hottes décoratives, fours, tables vitrocéramique et induction et fours à micro-ondes encastrables ;
- une en Algérie :
  - Sétif[18] ; le complexe de Sétif, d’une superficie de 95 000 m2, qui a nécessité un investissement de 250 millions d’euros, produit annuellement, à partir du premier trimestre 2017, huit millions d’appareils dont le taux d’intégration sera de 70 à 80 %. Il emploie dans un premier temps 4 000 salariés. Il est en mesure de produire annuellement 500 000 appareils d'équipement domestique et industriel[19] (téléviseurs, cartes électroniques, lave-linge, cuisinières et climatiseurs) dont 90 % serait destinés à l’exportation[20] ; avec cette usine, le groupe Cevital émet le souhait de devenir le plus grand exportateur d’électroménager vers l'Europe et la région MENA[21].

Anciens sites de production :
- Aizenay (France) : micro-ondes, l'usine a été reprise par Variance Technologies en 2013 mais a continué à fournir le groupe Brandt en micro-onde jusqu'en 2015 ; la production de micro onde ayant été transférée sur le site de Vendôme[23] ;Ancienne usine Fagor-Brandt de Lyon-Gerland.

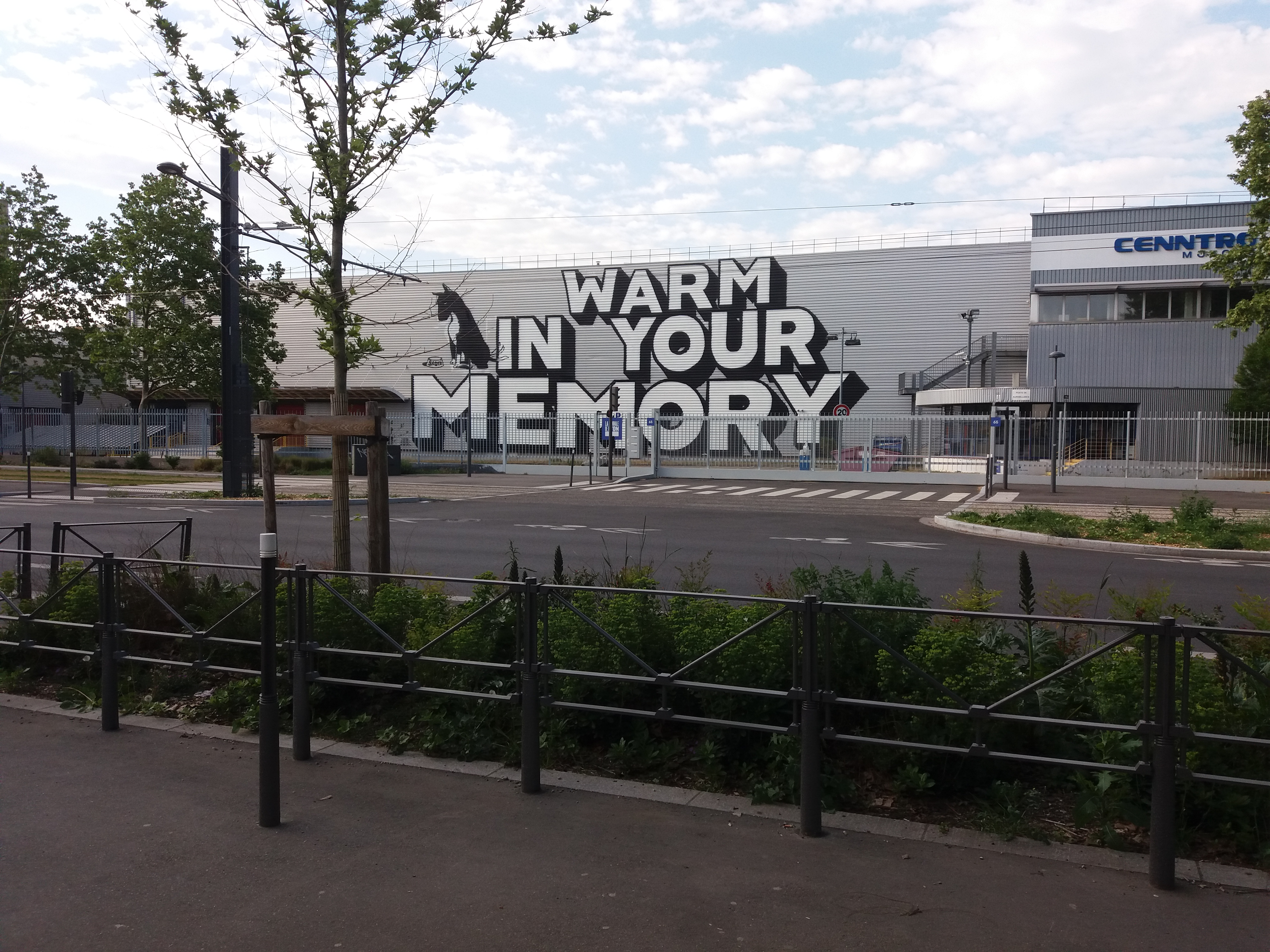
Ancienne usine Fagor-Brandt de Lyon-Gerland.

- Lyon (France) : site de production qui était spécialisé dans la fabrication de lave-linge à ouverture par le haut des marques Brandt, Thomson, Vedette.
En 2005, la production a commencé à être transférée en Pologne[24],[25] puis l'usine a été vendue en 2010 à la société SITL. Elle a continué à fournir des lave-linges top jusqu'en 2014 avant de déposer le bilan[26] ;
- La Roche sur Yon (France) : lave-vaisselle, sèche-linge et machines à laver à chargement par le haut (à grande capacité ou séchant). Le site a été fondé en 1958 par Jean Esswein[27].
Le site a été repris en 2013 par Nicolas Ravallec, Philippe Boudard et Pierre Julien[28], renommé S20 Industries en l'honneur du fondateur monsieur Esswein, et a continué de fournir Brandt en lave-linge séchant et en sèche-linge jusqu'en 2019[29],[30]. Le site fournissait également des lave-vaisselle à Brandt jusqu'en 2016. Un an plus tard, Daan Technologies annonce un partenariat avec S20 Industries en vue de relancer la filière française du lave-vaisselle en 2018 avec Bob (lave-vaisselle)[31]. Fin avril 2019, S20 Industries est placée en redressement judiciaire, mettant fin au partenariat avec Daan Technologies[32].
En juillet 2019, S20 Industries est liquidée et seule une offre de reprise partielle portant sur 27 emplois dans le petit électroménager a été retenue[33]. Le site cesse donc de fournir Brandt en gros électroménager ;
- Verolanuova (Italie) : réfrigérateurs, usine qui a été vendue, le projet de reprise a échoué[34],[35],[36] ;
- Nevers (France) : composants (moteurs électriques) : usine Brandt Components vendue en 2004 au groupe ATB qui deviendra Selni[37], l'entreprise est placée en liquidation judiciaire faute de repreneur, sa dernière commande honorée a été passée par S20 Industries  (repreneur du site de la Roche sur Yon)[38],[39]
- Lesquin (France) : réfrigérateurs, congélateurs et caves à vin, fermé en janvier 2005[40],[41],[42].